# Beatus de la Seu d'Urgell
El Beatus de la Seu d'Urgell és un manuscrit miniat anònim de final del segle x, d'importació mossàrab, conservat a la Catedral de la Seu d'Urgell, concretament al Museu Diocesà amb el número d'inventari 501. Pertany a un estil avançat de l'evolució dels Beatus i es caracteritza per l'acusada estilització de les figures.
Cap a l'any 786 l'abat del monestir de San Martín de Liébana conegut pel nom de Beat va escriure un comentari a l'Apocalipsi. A partir del segle x, d'aquesta obra, se'n van fer còpies amb moltes miniatures, els anomenats beatus que van ser difosos per monestirs i catedrals durant tota l'edat mitjana. D'entre els beatus conservats, un dels exemplars més bells i complets és el Beatus de la Seu d'Urgell.
Actualment consta de set folis numerats amb xifres romanes i d'altres 243 folis amb numeració aràbiga. Conté 79 miniatures. En el primer terç d'aquest segle fou estudiat per tècnics tan prestigiosos com H. A. Sanders, W. Neuss i Mn. Pere Pujol, Arxiver de la Catedral, tots els quals s'han esforçat a remarcar l'interès paleogràfic i la importància artística del Còdex i a esclarir-ne els problemes bibliogràfics que de fet presenta. A diferència d'altres beatus existents, que solen consignar els noms dels autors, el lloc de procedència i la data d'elaboració, aquests beatus no ens en dona cap referència, cosa que fa pràcticament impossible la identificació dels cal·lígrafs i del miniaturista. Pel que fa al lloc i la data una bona part dels especialistes actuals el consideren provinent d'algun monestir de La Rioja, cap a les darreries del segle x.
Pel que fa al Beatus de la Seu d'Urgell s'hi troben 12 il·lustracions incloses en els folis que integren els Preliminars, n'hi ha 67 referents al Comentari de l'Apocalipsi, i 11 més que il·lustren el Comentari de Daniel. Sumen, doncs, un total de 90 il·lustracions, comptant-hi els medallons dibuixats en els Arbres genealògics.
El 29 de setembre de 1996 dos membres d'una banda organitzada de lladres d'art van robar el beatus després de reduir l'encarregada del museu i trencar la vitrina que el protegia. Aquest grup va ser desarticulat a València el 21 de gener de 1997, i entre altres obres d'art la policia recuperà el beatus intacte.
En els anys 2014-2016 el còdex fou restaurat al Centre de Restauració de Béns Mobles de Catalunya,

## Temàtica
El Beat d'Urgell data de finals del segle x i no coneixem la identitat del copista ni del miniaturista; pertany al que es coneix com a beats "d'importació mossàrab", tot i que no eren obres d'artistes mossàrabs. Aquesta denominació, tal com explica l'historiador Joaquín Yarza, es deu al fet que la majoria de Beats es van fer als regnes de Castella durant el període d'art preromànic —dit també mossàrab— i després van ser importats en altres territoris.
El Beat conserva actualment un total de 239 folis, set d'ells numerats en caràcters romans i 232 en àrab. El text s'organitza en dues columnes i el copista utilitza el que es coneix com a lletra visigòtica rodona. Però més que el text, el que fa cèlebres els manuscrits són les seves excepcionals miniatures, que il·lustren els capítols de l'Apocalipsi, no pas els comentaris de l'abat de Liébana. Es caracteritzen per l'estilització de les figures, tret que correspon a un estil avançat en l'evolució dels Beats. Amb gairebé un centenar d'il·lustracions, el Beat d'Urgell és un dels més complets que ens han arribat.

## Iconografia
Tot i que les miniatures reflecteixen el talent i la "moda" imperant de cada època (des del segle ix fins al XII), comparteixen trets comuns. La iconografia és invariable: sempre es repeteix un programa que, a la llarga, inspirarà la pintura mural i l'escultura del romànic. L'estètica tendeix a l'esquematització i l'expressionisme. L'antinaturalisme serveix en aquest cas per acostar l'espectador al món sobrenatural i a la divinitat. I el Beat d'Urgell és un clar exponent d'aquesta estètica: línies fermes que donen protagonisme al dibuix i l'ús de colors intensos que creen una atmosfera gairebé màgica.
La falta de perspectiva (de vegades el fons es dibuixa amb franges horitzontals, com es farà posteriorment en la pintura mural), el hieratisme de les figures i una incipient plasmació del moviment generen efectes dramàtics que reforcen els missatges de l'Apocalipsi. Un missatge que, un cop més, es transmet a través de la imatge: grans il·lustracions a doble pàgina que serveixen per comunicar-se amb una societat que, fins i tot entre les classes benestants, era majoritàriament analfabeta.

## Galeria d'imatges

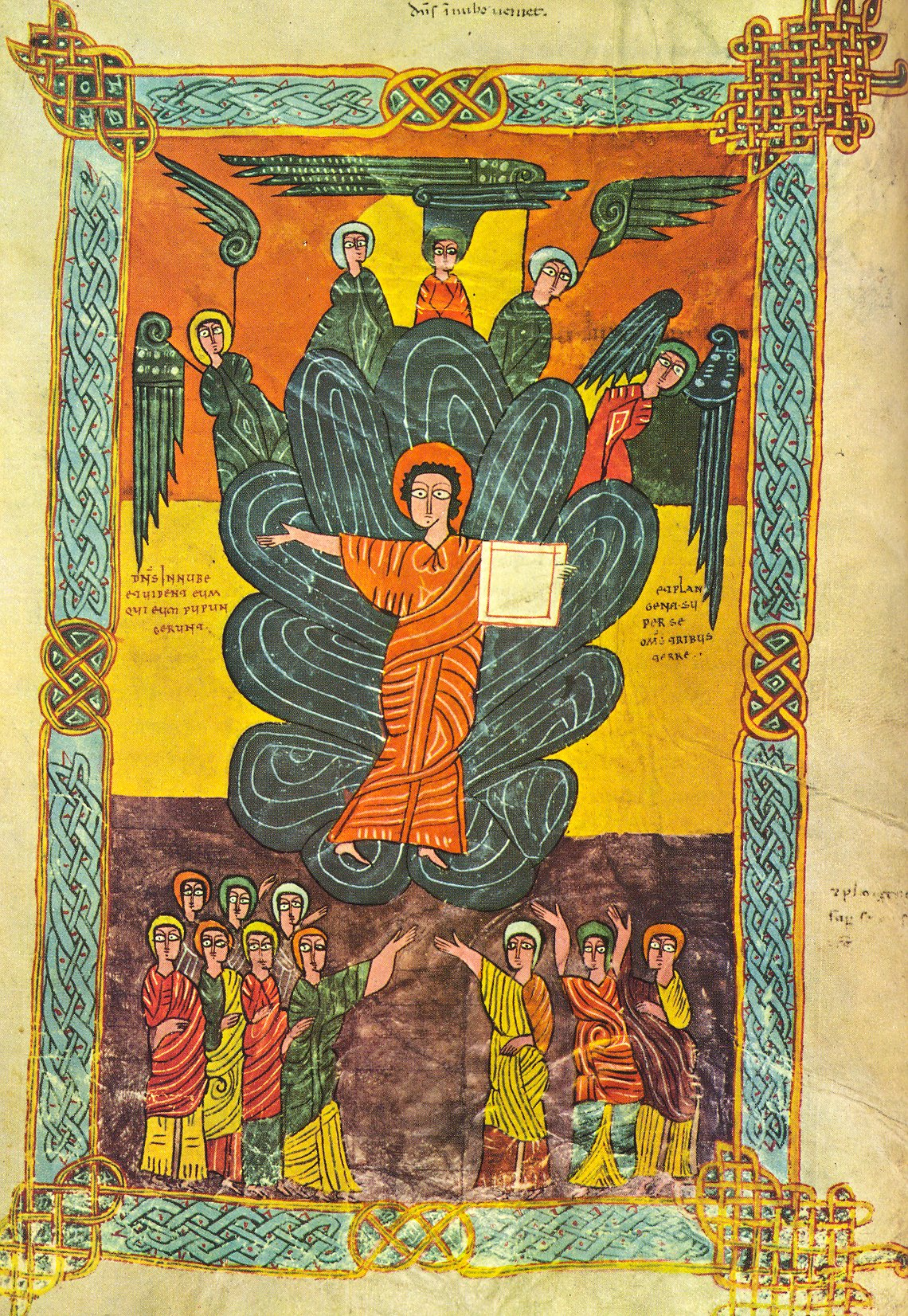
Imatges del Beatus de la Seu d'Urgell
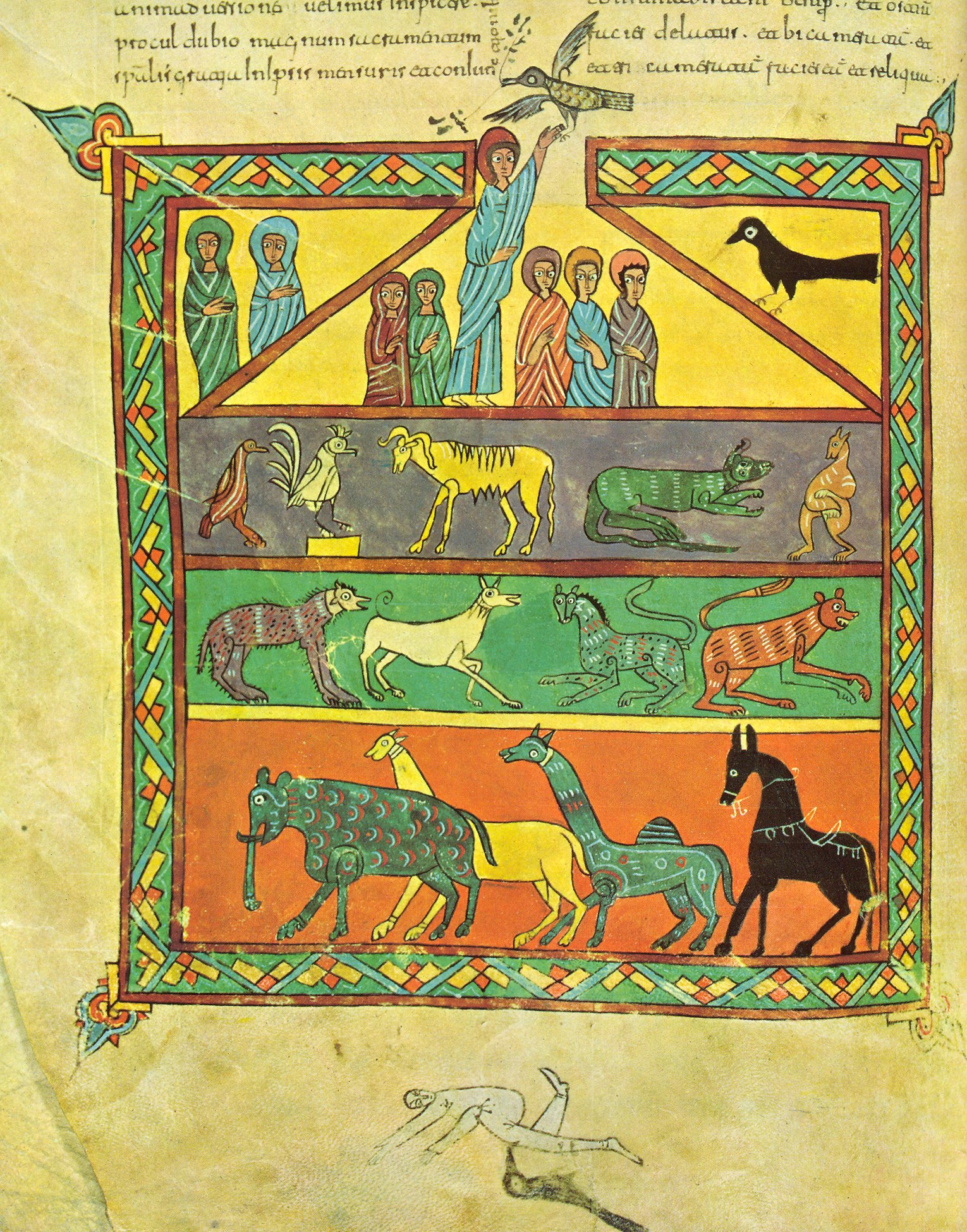
L'arca de Noé
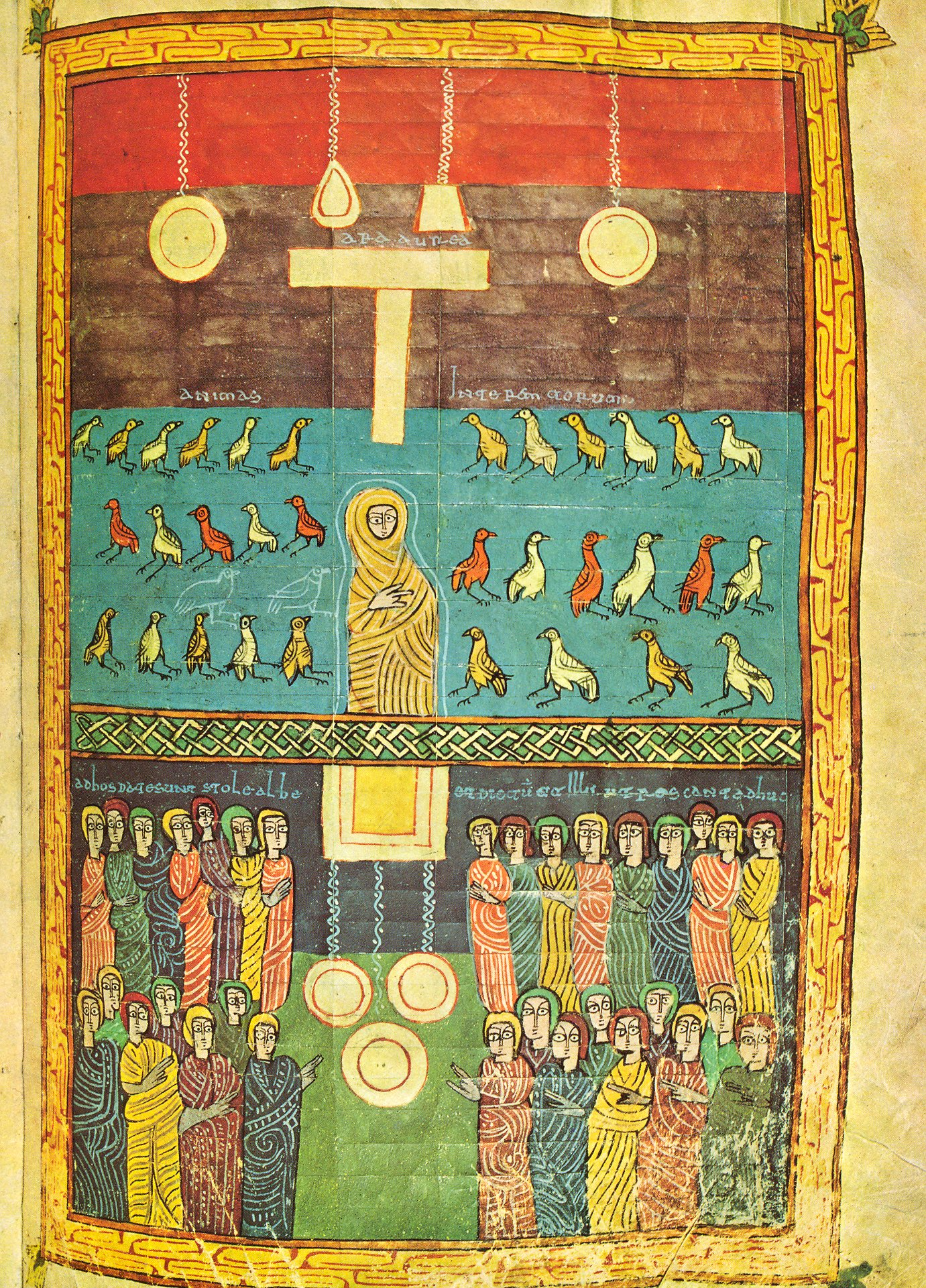
La setena escena
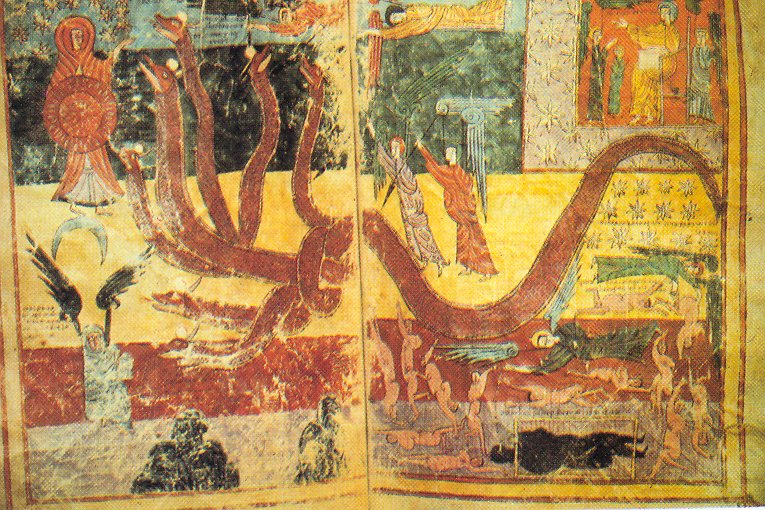
La dona i el drac
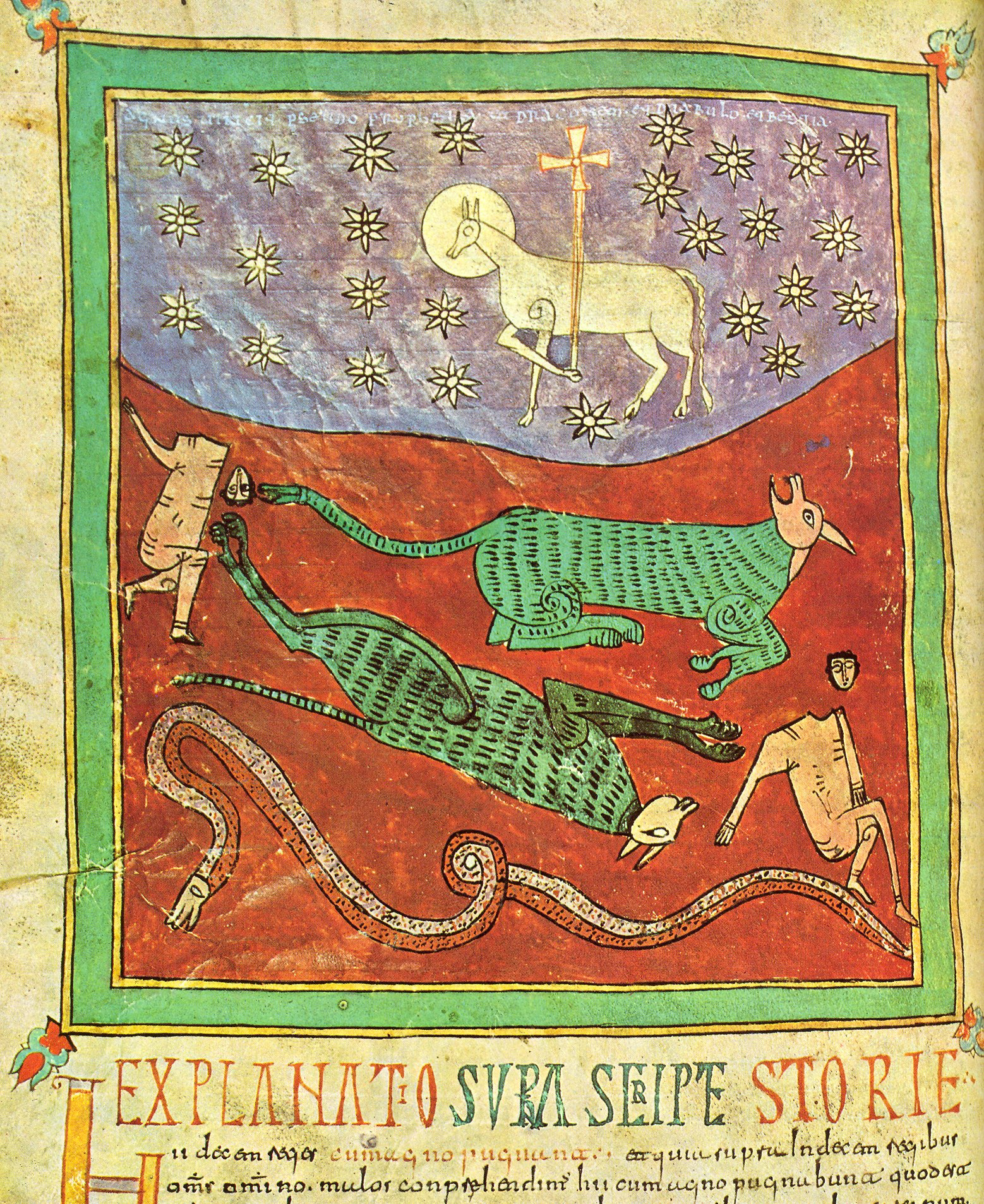
El corder va guanyar les bèsties i la serp
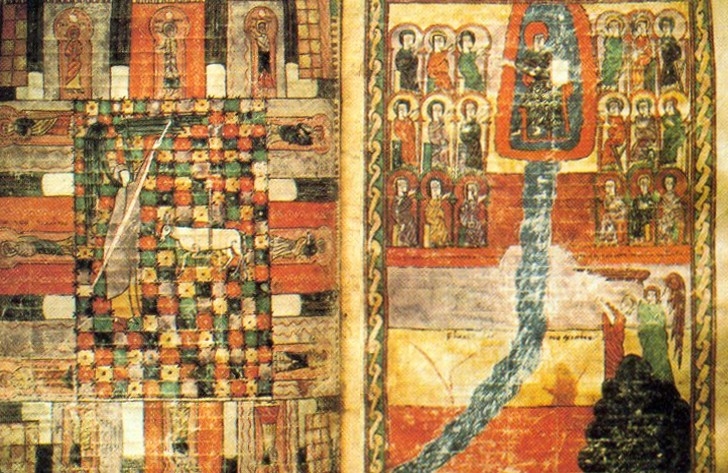
La Nova Jerusalem
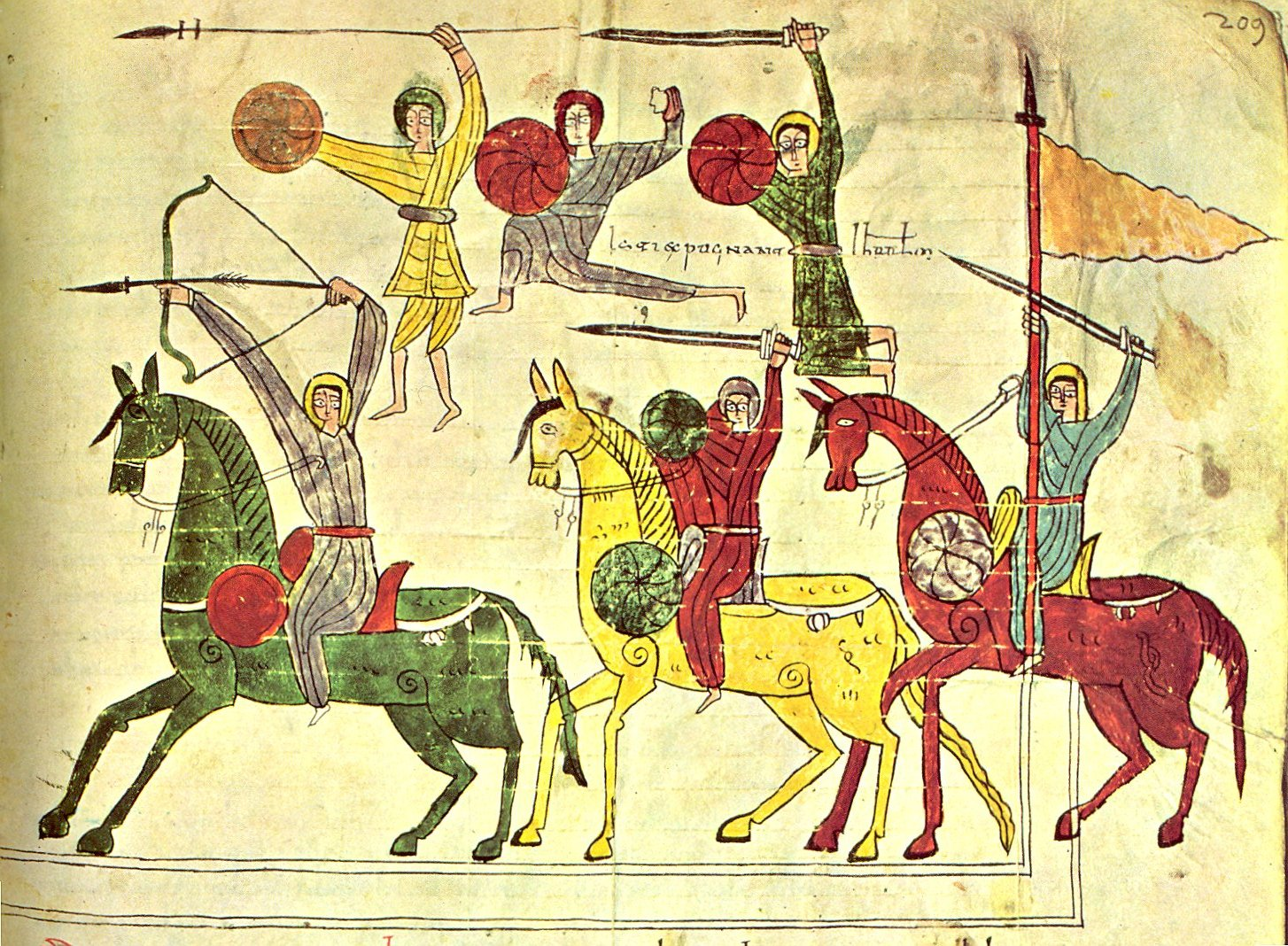
Detall de la Presa de Jerusalem per Nabucodonosor
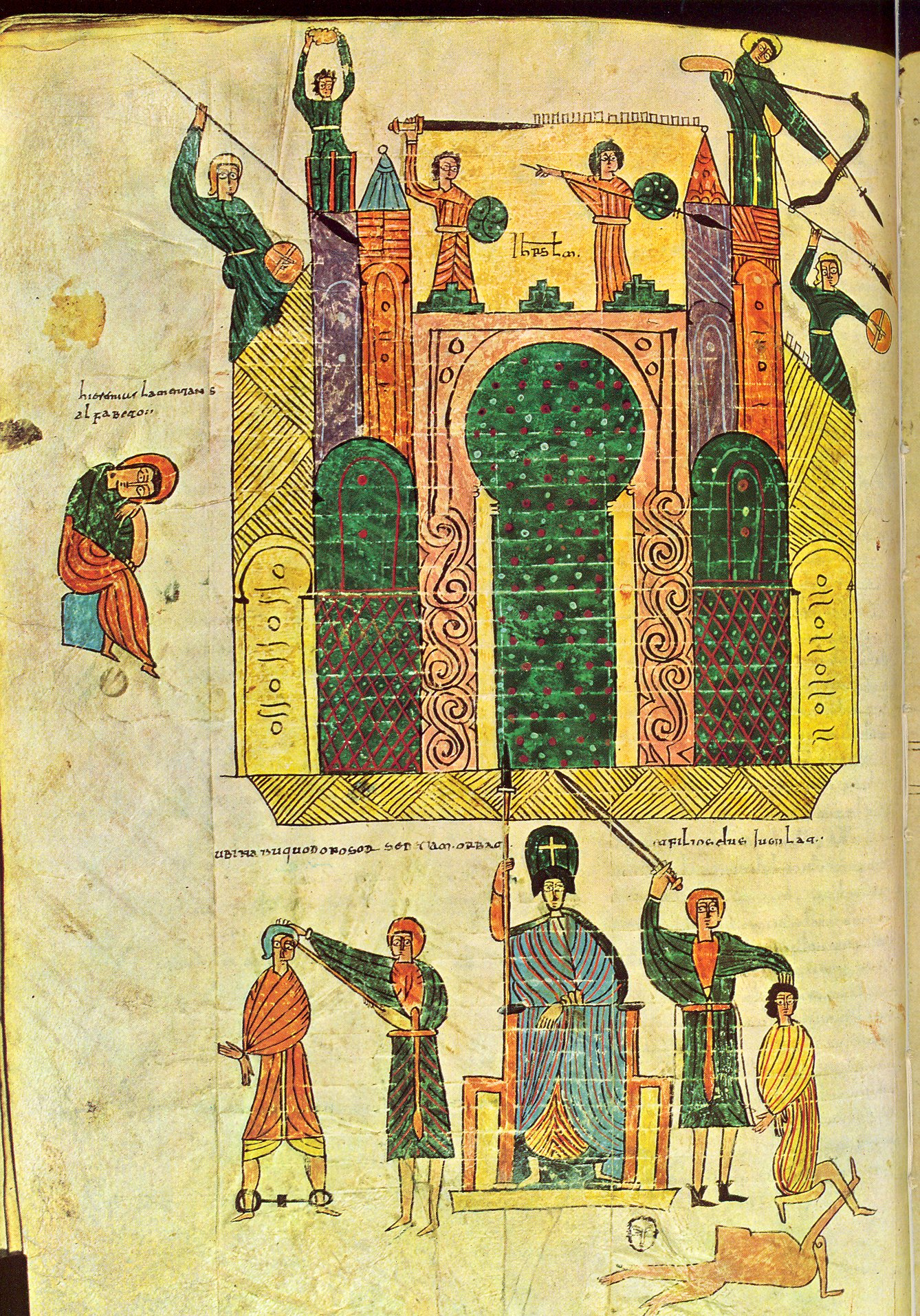
Presa de Jerusalem per Nabucodonosor
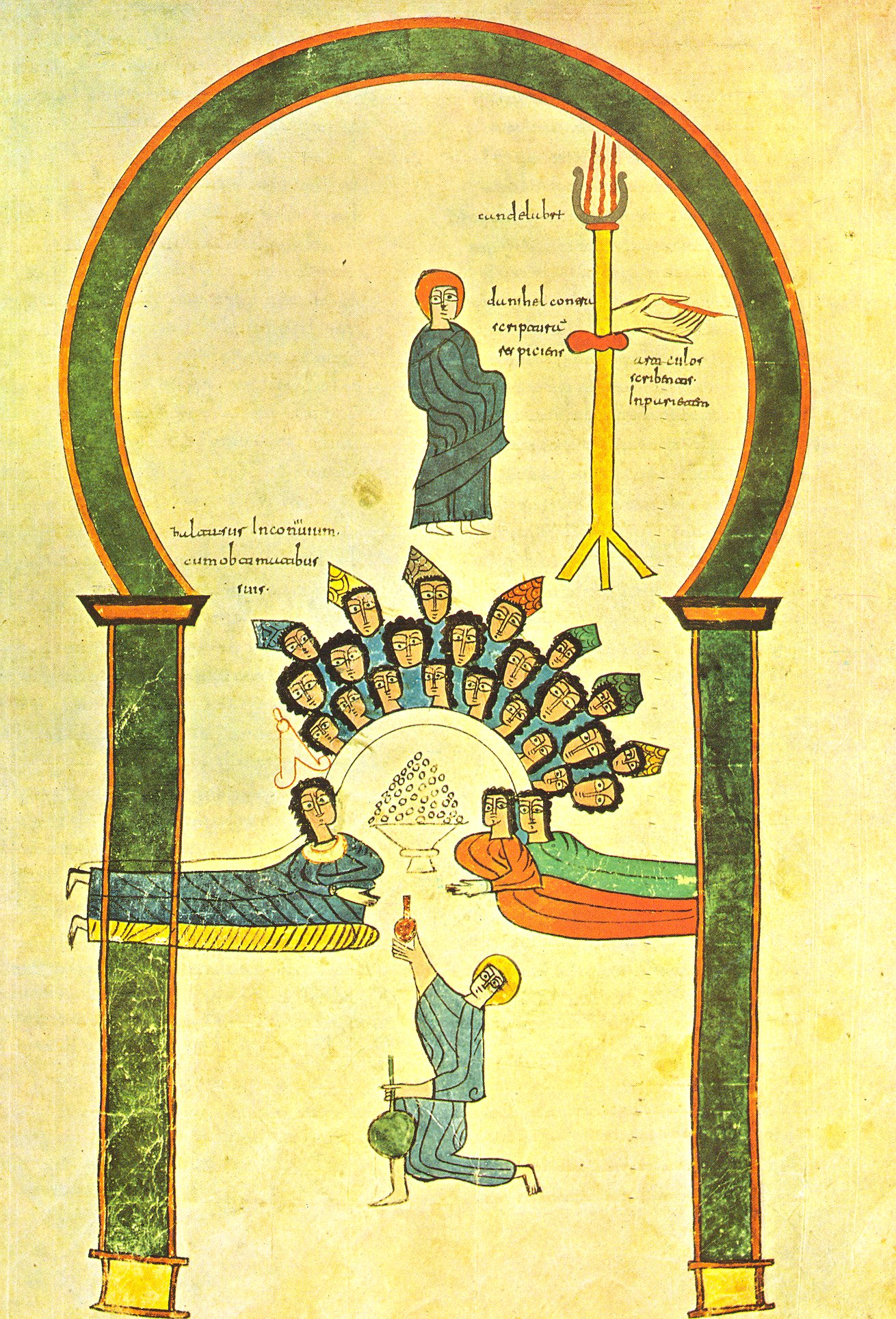
El festí de Baltasar